# تالاب ساخته‌شده

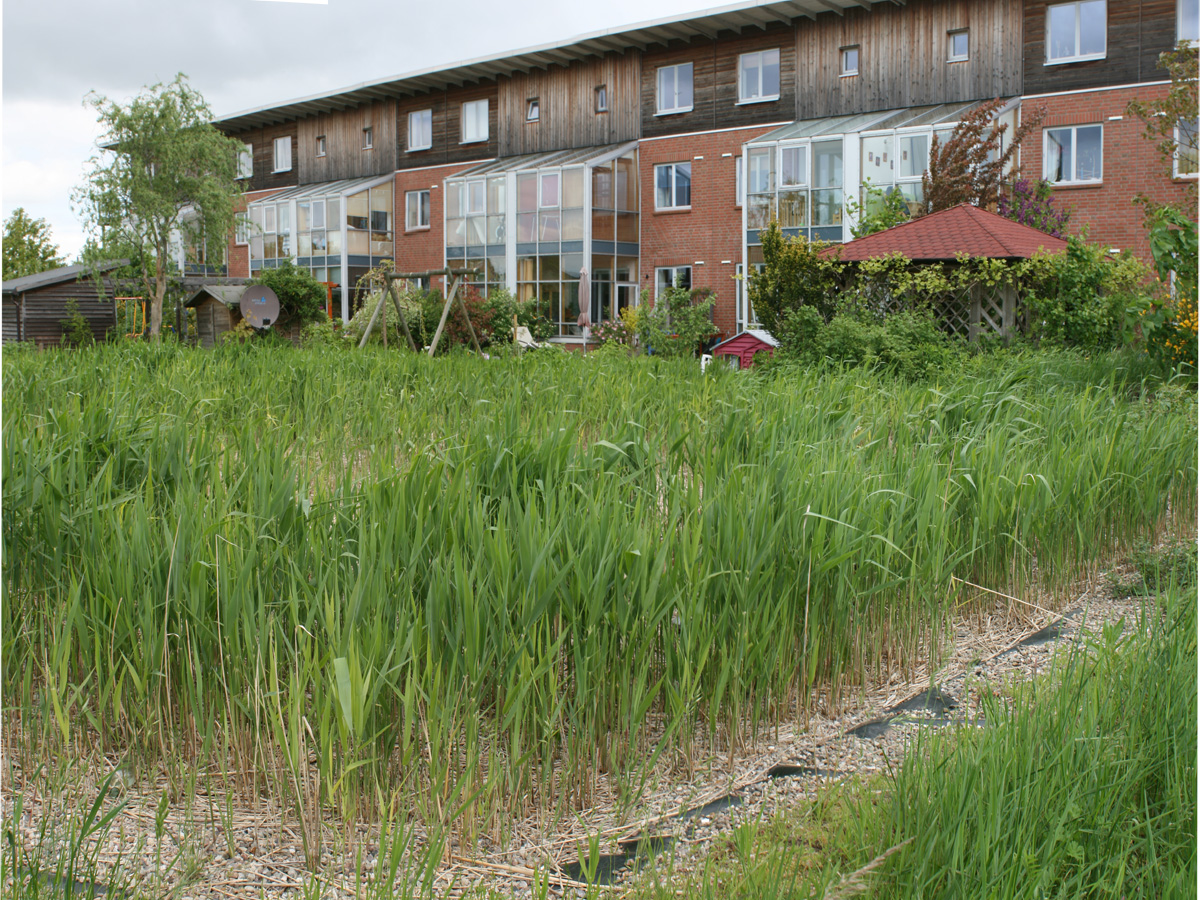
تالاب ساخته‌شده در یک سکونتگاه زیست‌محیطی در Flintenbreite در نزدیکی Lübeck، آلمان

تالاب ساخته‌شده (به انگلیسی: Constructed wetland)، یک تالاب مصنوعی برای تصفیه فاضلاب، آب خاکستری، رواناب سیلابی یا فاضلاب صنعتی است. همچنین ممکن است برای بازسازی سرزمین پس از استخراج معدن یا به عنوان یک گام کاهشی برای مناطق طبیعی از دست رفته به دلیل توسعه زمین طراحی شود. تالاب‌های ساخته‌شده سیستم‌های مهندسی‌شده‌ای هستند که از کارکرد طبیعی پوشش گیاهی، خاک و جانداران برای تأمین تصفیه ثانویه فاضلاب استفاده می‌کنند. طراحی تالاب ساخته‌شده باید با توجه به نوع فاضلابی که باید تصفیه شود تنظیم شود. تالاب‌های ساخته‌شده در سیستم‌های فاضلاب متمرکز و غیر متمرکز استفاده شده‌اند. درمان اولیه زمانی توصیه می‌شود که مقدار زیادی جامدات معلق یا مواد آلی محلول وجود داشته باشند (که به عنوان نیاز اکسیژن بیوشیمیایی و نیاز شیمیایی اکسیژن اندازه‌گیری می‌شود).

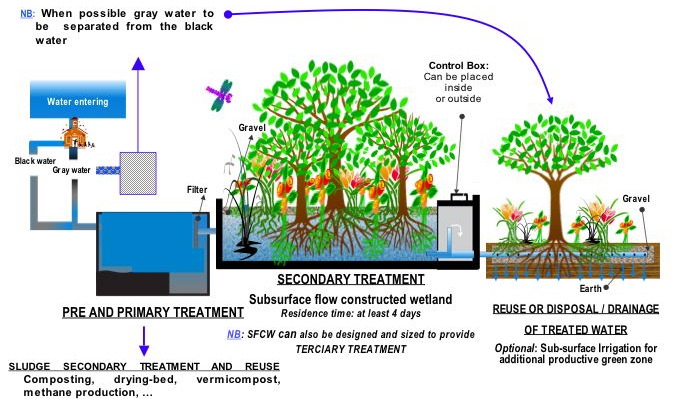
نمودار جریان فرایند برای تصفیه‌خانه فاضلاب با تالاب‌های ساخته‌شده با جریان زیرسطحی

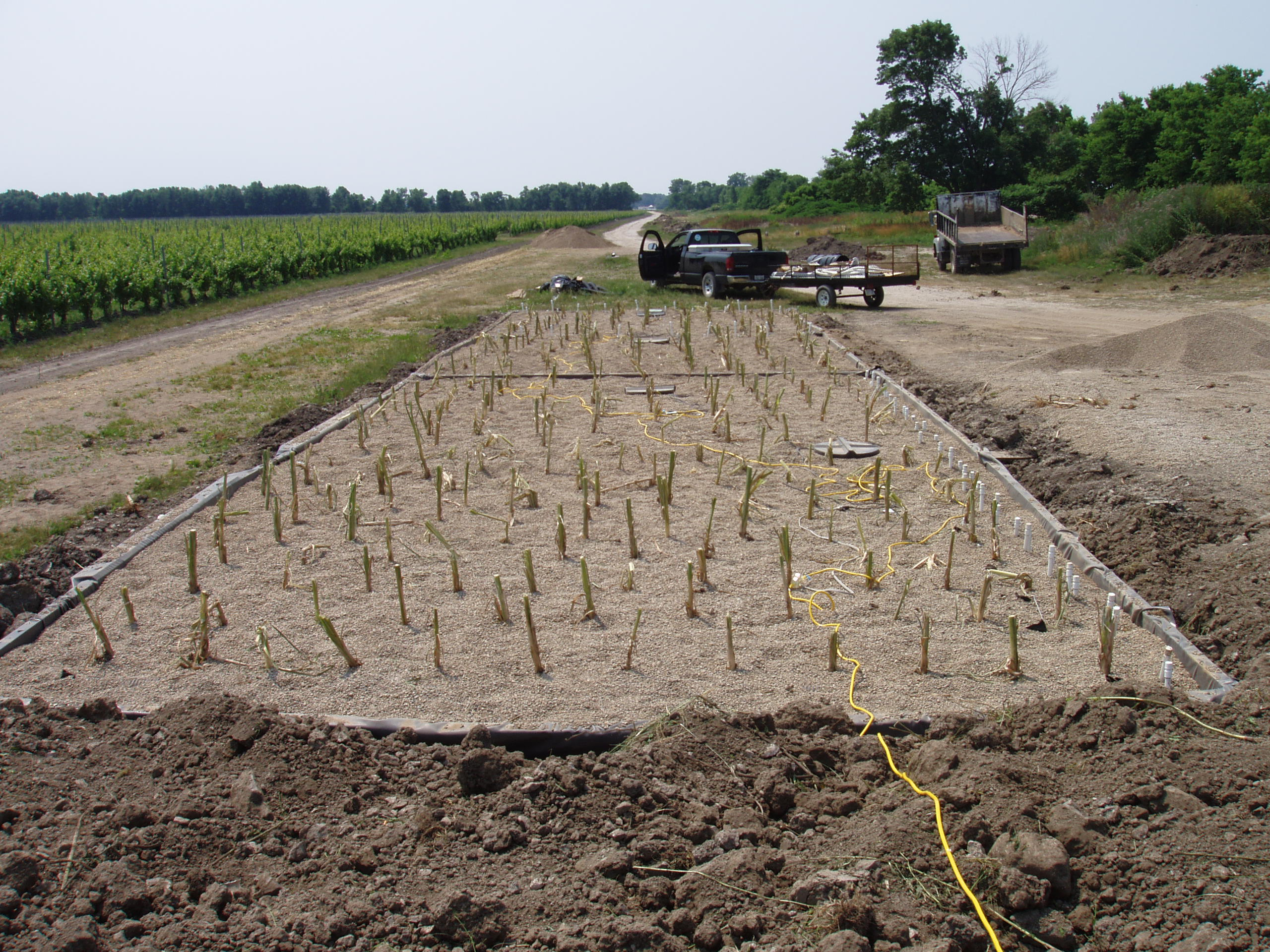
تالاب تازه ساخته‌شده
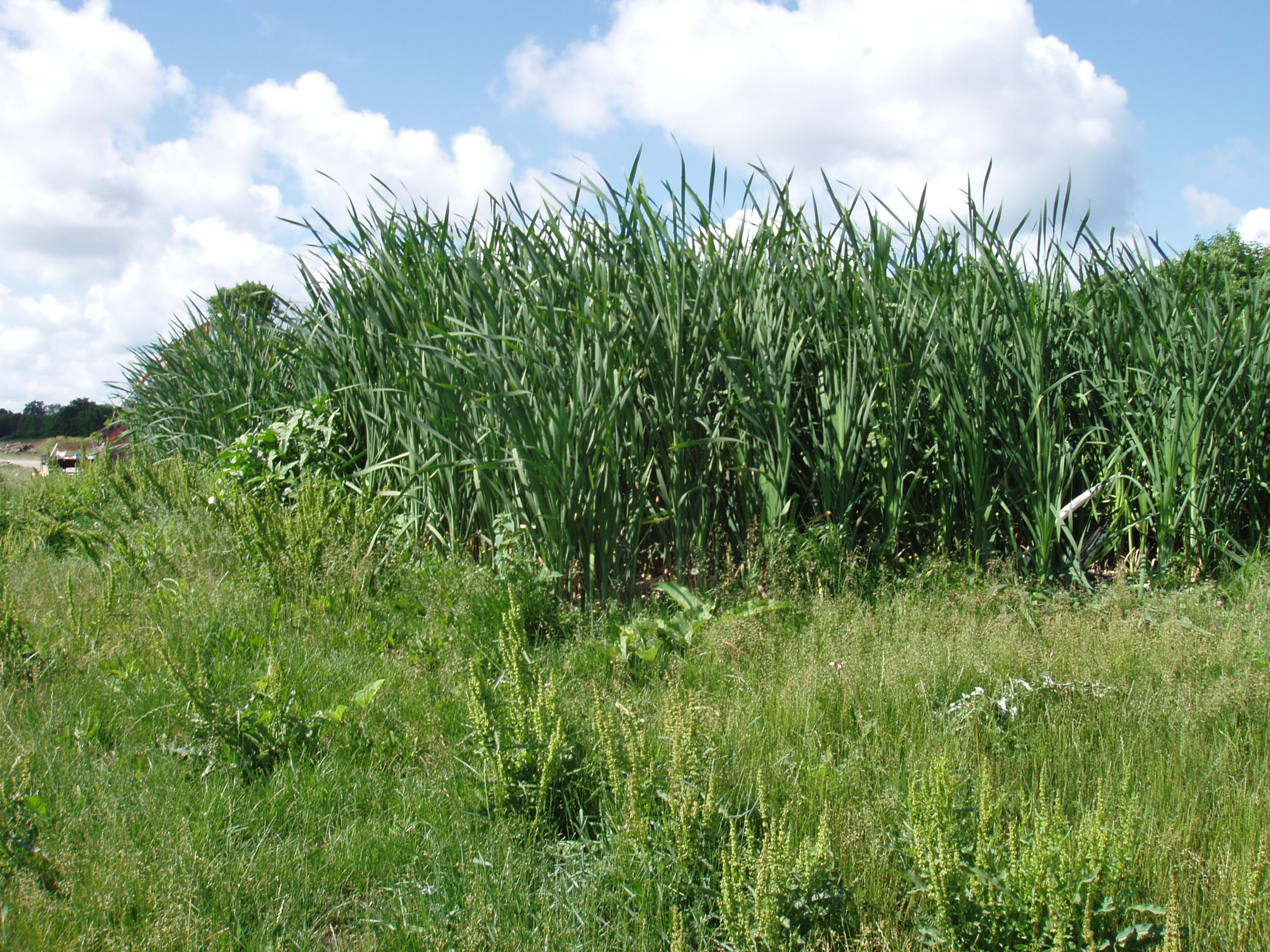
همان تالاب ساخته‌شده، پس از دو سال